# شرکت ملی پست جمهوری اسلامی ایران
شرکت ملی پست ایران شرکت دولتی زیرمجموعه وزارت ارتباطات و فناوری اطلاعات است که در سال ۱۳۶۷ با سرمایه اولیه ۵ میلیارد ریال و با هدف ارائه خدمات پستی، آغاز به فعالیت کرد. این شرکت بیش از ۱۰ هزار و ۱۱۰ نفر نیروی انسانی، ۱۰ هزار و ۳۸۶ نقطه تماس، ۱۱ هزار و ۱۳۳ صنادیق پستی، ۱۹۰۲ مسیر مبادله پستی و جابجایی داشته و روزانه حدود ۹۲۴ هزار مرسوله انتقال می‌دهد.

## تاریخچه
تاریخچهٔ تشکیلات پستی ایران به دوره هخامنشیان بازمی‌گردد که مجموعه‌ای منظم تحت عنوان چاپار برای برقراری ارتباط و تبادل نامه و پیام‌ها فعالیت می‌کرد. در واقع در ایران باستان، چاپارخانه‌ها یکی از حساس‌ترین تشکیلات اداری هخامنشیان بود. گروه چابک‌سواران با اسب‌های تندرو و در مسافت‌های طولانی، ارتباطی دائمی را میان مرکز و ایالات را برقرار می‌کردند و خبرها و گزارش‌های واصله از گوشه و کنار ممالک را در کوتاه‌ترین زمان به مرکز و از مرکز به دورترین نقاط کشور می‌بردند. ماموران پست طبق اسناد به «انگرئیون» مشهور بودند که برگرفته از دو واژهٔ سفیر و ایزد بوده که به معنای فرستادگان ایزد است، یعنی فرستادگان و حاملان آن سیستم ارتباطی از مرتبه و و جایگاه بالایی برخوردار بودند که نمایندگان و پیام‌رسانان خدا نامیده می‌شدند.
پست در ایران تا پیش از سال ۱۲۵۸ به صورت یک اداره بوده و تمامی امور پستی توسط آن انجام می‌شد تا اینکه ناصرالدین شاه قاجار دستور تأسیس وزارت پست را صادر کرد. کشور ایران در سال ۱۲۶۴ دارای ۷ خط اصلی و پنج خط فرعی پستی بوده‌است. 
با تأسیس اتحادیه پستی جهانی، ایران به عنوان یکی از نخستین کشورهای دنیا به عضویت این اتحادیه درآمد. در دوره امیرکبیر تحولات تازه‌ای در پست کشور رخ داد و پست نوین بنیان‌گذاری شد. در این دوره سرویس‌های پستی منظم بین شهرها ایجاد، تعرفه‌های پستی تعیین و قوانین پستی نیز به تصویب رسید.
در سال ۱۲۸۸ وزارت پست تشکیلاتی نو یافت و با اداره تلگراف ترکیب و وزارت پست و تلگراف نامیده شد. در اواخر سال ۱۳۰۸ با خرید سهام شرکت تلفن، وزارت پست و تلگراف و تلفن شکل گرفت. سپس در سال ۱۳۶۷ شرکت پست با عنوان «شرکت پست جمهوری اسلامی ایران» به عنوان یک شرکت مستقل دولتی تأسیس شد. 
این شرکت در سال ۱۳۹۴ از «شرکت پست جمهوری اسلامی ایران» به «شرکت  ملی پست» تغییر ساختار داد تا امکان فعالیت دو اپراتور خصوصی به عنوان اپراتورهای پستی کشور فراهم شود. هدف از تغییرات قانونی و ورود بخش خصوصی به این حوزه، کاهش هزینه‌ها برای شرکت پست بوده‌است. 
امیر حسام یوسف بیگی در مرداد ۱۳۹۸ از نشان‌وارهٔ جدید شرکت ملی پست رونمایی شد. نشان‌وارهٔ قبلی مفهومی از پرنده و پرواز را در ذهن ایجاد می‌کرد اما از نظر شکل ایراداتی داشت از جمله این‌که خطوط آن یکسان نبود و از هم‌گسستی در آن وجود داشت. در نشان‌وارهٔ جدید سعی شده تا مفهوم اصلی حفظ شود و با بالاتر بودن سر پرنده، معنی چابکی بیشتر را نشان دهد. با وجود این انتقاداتی به تغییر نشان‌وارهٔ پست مطرح شد.

## خدمات
- پست ویژه
- پست پیشتاز
- پست سفارشی
- پست امانت
- صندوق پست الکترونیک ملی
- صدور گواهی کدپستی ده رقمی
- پاسخ به استعلامات کدپستی
- ارایه خدمات پستی تجارت الکترونیک
- پست مستقیم
- ارایه خدمات اسناد و مدارک گم‌شده(پست‌یافته)
- ارایه تمبر یادبود
- تمبر اختصاصی
- پست جواب - قبول
- پست عادی
- پست بار
- کارت پستال